# Цуценя

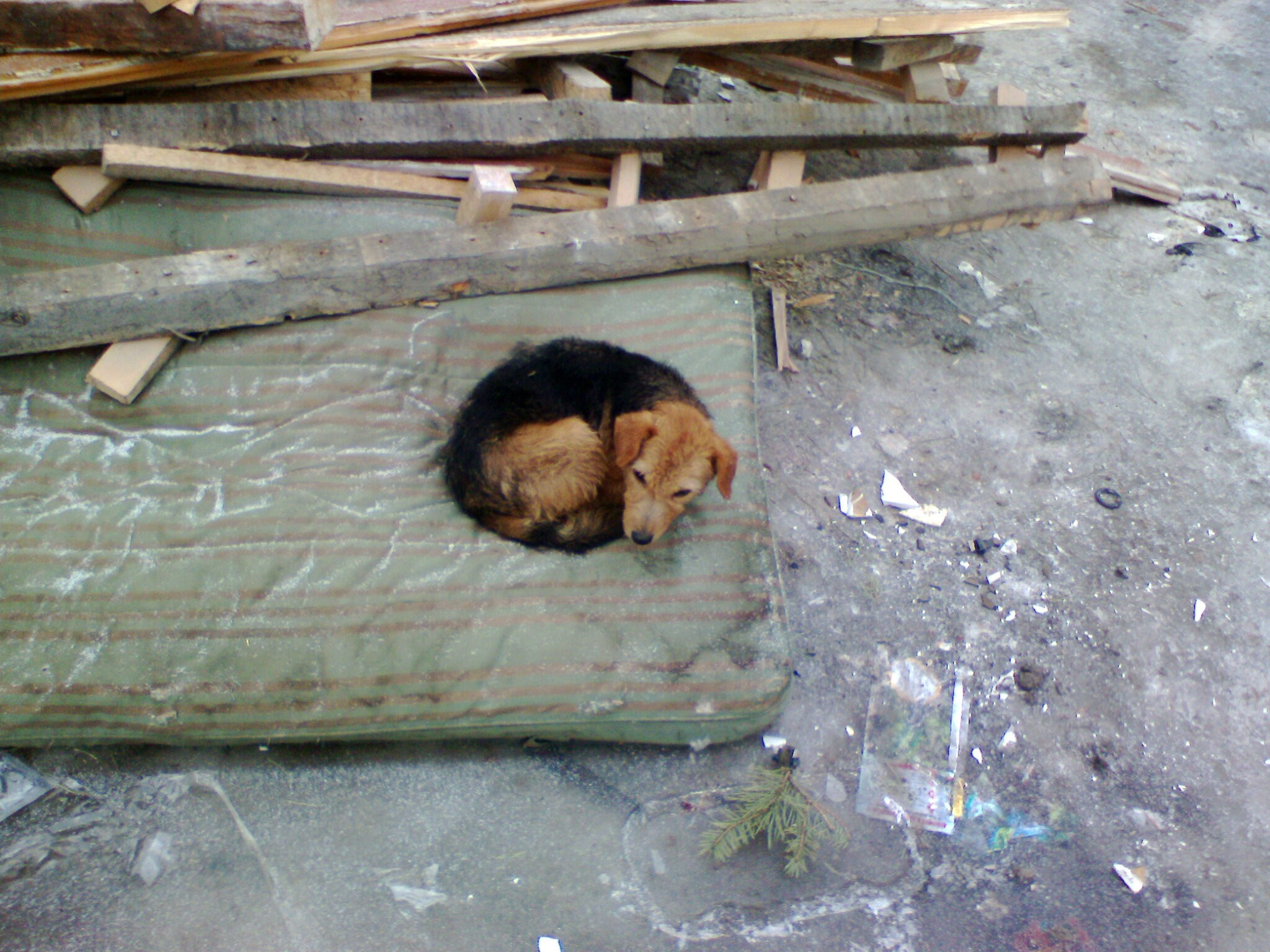
Цуценя на смітнику, гріється на викинутому матраці.

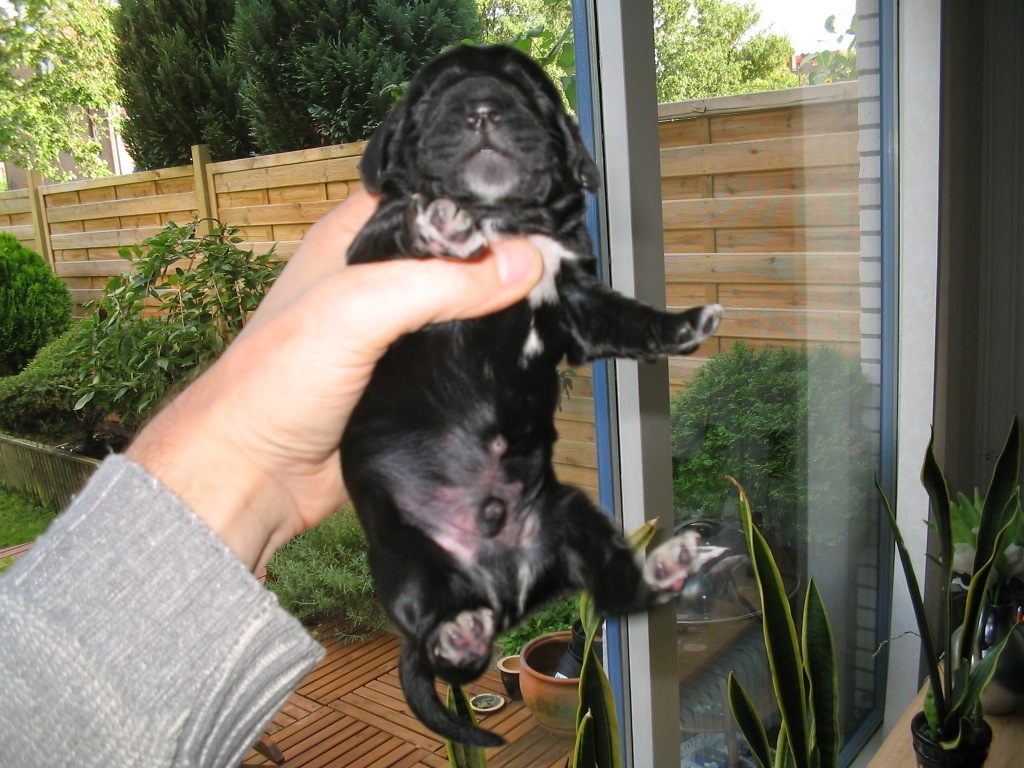
Цуценя англійського кокер-спаніеля

Цуценя́ (цуцик, щеня) — маля собаки та інших представників родини собачих. Цуценятами також називають молодих моржів і тюленів.
Також так називають молодих представників кіноїдних рас, наприклад, голованів.

## Переносні значення
У переносному значенні слова «цуценя» та «щеня» можуть використовуватися як зневажливе звернення до молодшого за віком (шпани) чи статусом співрозмовника. Звернення образливе не тільки тим, що називає саму людину собакою, але й тим, що є евфемізмом поширеної лайки «сучий син», що дослівно також означає «маля собаки».
Відоме порівняння безпомічних людей зі сліпими (недавно народженими) цуциками — воно підкреслює вразливість, залежність від інших і брак досвіду.
Також слово «щеня» іноді вживається для характеристики надмірно самовпевнених молодих людей, які ще не заслужили повагу, але вже поводяться зухвало. В цьому випадку воно виражає зневагу до недосвідченості, що супроводжується нахабством або нерозсудливістю.

## Цуцик в літературі і мистецтві
- Повість Маріо Варгаса Льйоса називається «Цуцики».